# JETZT
JETZT（イエッツ）は、日本のロックバンド。1989年にEPIC SONYからメジャーデビュー。メジャーから2枚のフルアルバム、1枚のミニアルバム、3枚のシングル、2枚のサントラに1曲ずつ参加を発表した。
また、「So Long Dear Friend」は、OVA「新キャプテン翼」のオープニングテーマにもなった。
バンド名は、ドイツ語で「今」「現在」を意味する。

## 略歴
1989年5月21日、シングル「So Long Dear Friend」とアルバム「THE NEW WORLD」でメジャーデビュー。「So Long Dear Friend」は、OVA「新キャプテン翼」のオープニングテーマに起用。
1990年3月21日、笹路正徳との共同プロデュースの2ndアルバム「鼓動」をリリース。
1991年4月25日、シングル「終わらない夢」をリリース。ワーナーランバード「メントス」CMソングに起用。
1991年、「Sometimes,Get My Love」がアニメ「シティーハンター '91」のイメージソングに起用。
1993年、田中潤哉、内山和一が脱退。
1996年4月24日、日本クラウンから、ミニアルバム「Two Hearts」を5年ぶりにリリース。

## メンバー
- 池上久（いけがみ ひさし） ボーカル

2011年8月から、田中と共にバンドFillを結成。
- 宍倉州吾（ししくら しゅうご） ギター

現在は、バンドTHE LEATHERSで活動中。　
- 田中潤哉（たなか じゅんや）ベース

2011年8月から、池上と共にバンドFillを結成。
- 内山和一（うちやま かずお）ドラム

4人は、高校時代からの付き合いだった。

## ディスコグラフィー

### シングル
- So Long Dear Friend（1989年5月21日）
- SUNDAY（1990年2月21日）
- 終わらない夢（1991年4月25日）

### アルバム
- THE NEW WORLD（1989年5月21日）
- 鼓動（1990年3月21日）
- Two Hearts（1996年4月24日）

### 参加作品
1. STRAIGHT AHEAD -TOKYO NEW GENERATION-（1987年）
「銀の逆光線」「HOT DISTANCE」収録。
2. CALLING! -REVENGE FROM THE BACK STREET-（1988年10月21日）
「銀の逆光線」収録。
3. 新キャプテン翼 オリジナル・アニメーション・サウンドトラック（1989年7月1日）
「So Long Dear Friend」収録。
4. BEAT EXPRESS ROCKS（1990年8月1日）
「SUNDAY」収録。
5. CITY HUNTER'91 ORIGINAL ANIMATION SOUNDTRACK（1991年6月21日）
「Sometimes,Get My Love」収録。
6. BEAT EXPRESS ROCKSⅡ（1991年8月23日）
「終わらない夢」収録。
7. Just A Beat Show・Sunday Night Session Vol.1（1993年）
「SPEED」「Two Hearts」「黒い瞳」収録。
8. 好きよ!キャプテン〜キャプテン・アンソロジーVOL.2（1998年9月23日）
「銀の逆光線」収録。
9. 輝け!週刊少年アニメ王80's（2005年1月13日）
「So Long Dear Friend」収録。
10. キャプテン翼 コンプリート・コレクション（2005年12月7日）
「So Long Dear Friend」収録。
11. City Hunter Sound Collection Y -Insertion Tracks-（2005年12月21日）
「Sometimes,Get My Love」収録。